# Variabile semiregolare
In astronomia, le variabili semiregolari sono stelle giganti rosse o stelle supergiganti con cambiamenti di luminosità leggeri e più o meno regolari, accompagnati o a volte interrotti da varie irregolarità. Fanno parte della categoria più ampia delle stelle variabili.
I periodi di variabilità vanno da 20 a più di 2000 giorni, mentre la forma della curva di luce può cambiare da ciclo a ciclo. L'ampiezza della variazione può andare da pochi centesimi di magnitudine ad alcune magnitudini (in genere 1 o 2 nella banda V).
Le variabili semiregolari (abbreviate in SR, dalla dizione inglese) sono classificate in numerosi sottotipi:
- SRA: stelle giganti degli ultimi tipi spettrali (M, C, S, o Me, Ce, Se) che mostrano periodicità regolari e piccole ampiezze, meno di 2,5 magnitudini nella banda visuale. Un esempio di questa classe è Z Aquarii. L'ampiezza e la forma della curva di luce varia di ciclo in ciclo, ognuno dei quali è compreso tra 35 e 1200 giorni. Molte stelle di questa classe sono simili alle variabili Mira, con l'unica differenza di un'ampiezza minore nel cambiamento di luminosità.

- SRB: stelle giganti degli ultimi tipi spettrali (M, C, S, o Me, Ce, Se) con periodicità molto irregolari (da 20 a 3000 giorni) oppure con intervalli alternati di cambiamenti regolari e irregolari. Alcune possono a volte rimanere costanti per un breve periodo. Esempi di stelle di questo tipo sono RR Coronae Borealis e AF Cygni. Ad ogni stella di questa classe può essere assegnato un periodo medio che si mantiene costante. Spesso si osserva la presenza di due o più periodi di variazione distinti.

- SRC: stelle supergiganti degli ultimi tipi spettrali (M, C, S, o Me, Ce, Se) con cambiamenti di luminosità di circa 1 magnitudine e periodi che vanno da 30 a molte migliaia di giorni. Esempi sono la luminosa Mu Cephei e Betelgeuse, una delle stelle più luminose del cielo, nella costellazione di Orione.

- SRD: stelle giganti e supergiganti di tipo spettrale F, G o K, a volte con spettri con linee di emissione. L'ampiezza della variabilità va da 0,1 a 0,4 magnitudini, e i periodi da 30 a 1100 giorni. Esempi di questa classe sono SX Herculis e SV Ursae Majoris.